# Bergvrouwe

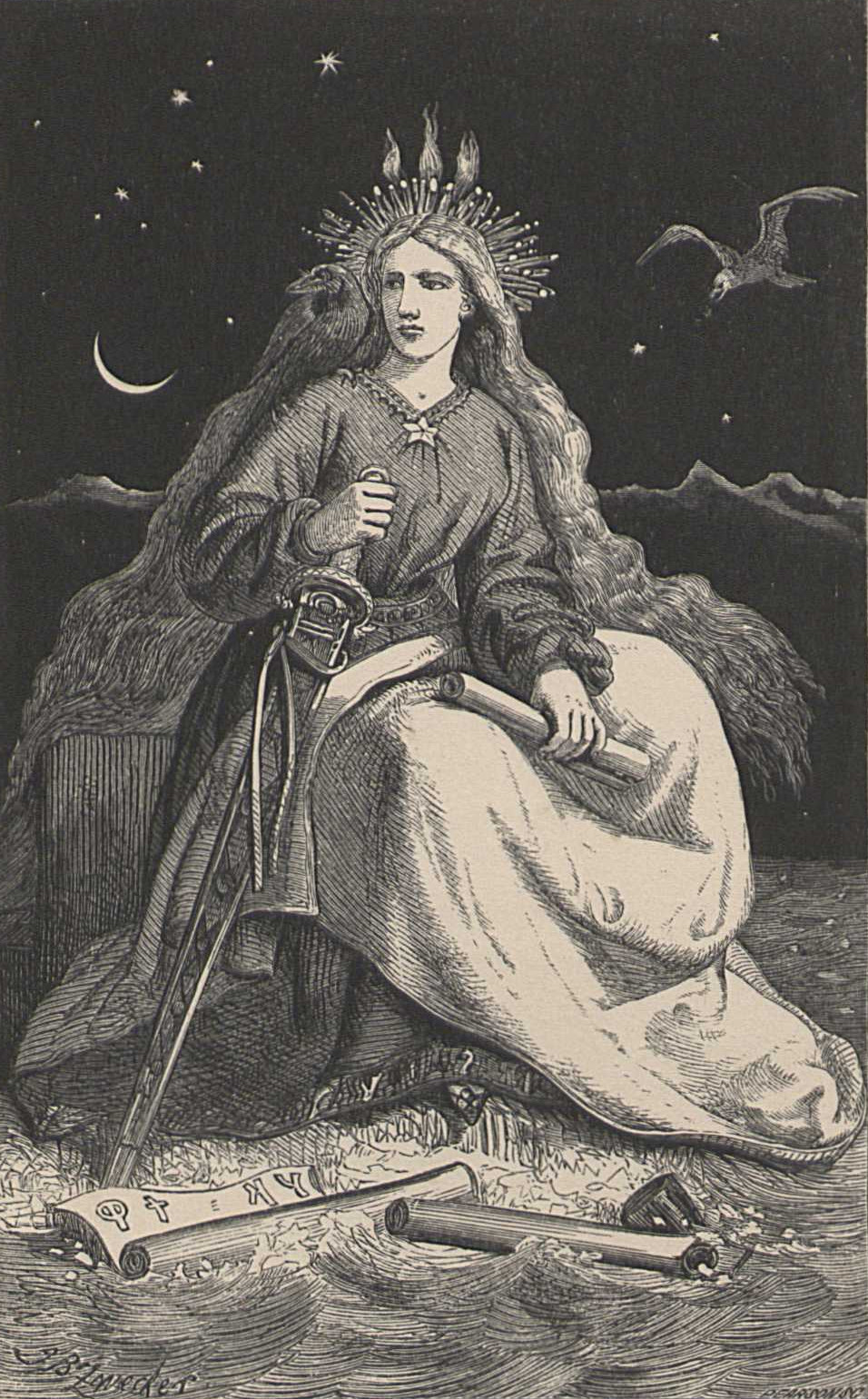
De Bergvrouw

De Bergvrouwe (Fjallkonan) is de vrouwelijke verpersoonlijking van de IJslandse natie. Terwijl ze datgene symboliseerde wat IJslanders als zuiver en authentiek beschouwden, weerspiegelde ze ook een diepgewortelde doch onbereikbare onafhankelijkheidswens.  De Bergvrouwe is dus niet enkel een nationaal zinnebeeld, maar ook een visie van een volk, de ultieme droom van een natie.  Ze werd voor het eerst beschreven in het gedicht 'Ofsjónir' van Eggert Ólafsson (1752). Haar naam zelf werd voor het eerst vermeld in het gedicht 'Eldgamla Ísafold' van Bjarni Thorarensen.  Vanaf toen werd de Bergvrouwe een bekend symbool in de IJslandse dichtkunst.  De oudste afbeelding verscheen in een Engelse vertaling van IJslandse volksverhalen, Icelandic legends (1864-1866).  Het is het werk van de Duitse schilder J. B. Zwecker, die het tekende op aanwijzingen van Eiríkur Magnússon, een van de vertalers.  Eiríkur beschreef de prent in een brief aan Jón Sigurðsson.  Ook heel bekend is de afbeelding van Benedikt Gröndal op een herdenkingskaart van de nationale feestdag in 1874.  Het typische ornaat van de Bergvrouwe werd voor het eerst voorgesteld in Winnipeg in Canada (1924).  Na de oprichting van de IJslandse republiek in 1944 is het voorlezen van een gedicht op de nationale feestdag door iemand in het Bergvrouwe-ornaat een traditie geworden.